# Daniel Duesberg
Daniel Duesberg OSB (* 5. August 1902 in Aubel; † 15. November 1944 im KZ Groß-Rosen) war ein belgischer römisch-katholischer Geistlicher, Benediktiner und Märtyrer.

## Leben
André-Marie Duesberg, Sohn eines Ingenieurs, besuchte das Gymnasium in Verviers. Unter dem Einfluss des Abbé André Boland (1891–1951) trat er in die Benediktiner-Abtei Maredsous ein, erhielt den Ordensnamen Daniel und legte 1925 die Profess ab. 1930 wurde er zum Priester geweiht, unterrichtete germanische Sprachen an der Klosterschule und war Kaplan in Salet (Ortsteil von Warnant, das Stadtteil von Anhée ist). 1937 ging er an die Abtei Glenstal in Irland.
Im Mai 1940 kämpfte er als Eliteoffizier in der Schlacht um Belgien und ging anschließend in den Untergrund. Er wurde Oberkommandierender der Résistancearmee der Provinz Hennegau und Stellvertreter von Cécile Vent Leiterin der Gruppe. Am 22. Juni 1942 wurde er in Ghlin (Mons) verhaftet und kam über die Gefängnisse Loos und Saint-Gilles/Sint-Gillis in das Fort Breendonk. Am 20. August 1943 kam er nach Hameln und blieb dort bis zum 30. April 1944. Am 1. Mai 1944 kam er nach Groß Strelitz und am 30. Oktober 1944 in das KZ Groß-Rosen. Dort starb er am 15. November 1944 im Alter von 42 Jahren.

## Gedenken
Seit 1949 ist in der Kapelle von Salet eine Gedenktafel angebracht.